# زبان اشکاشمی
زبان اشکاشمی یا اشکشمی زبانی ایرانی از شاخهٔ زبان‌های پامیری است. گویشوران بدین زبان در سه کشور تاجیکستان در ولایت مختار کوهستان بدخشان، افغانستان در ولایت بدخشان و در چیترال پاکستان می‌زیند. نام این زبان منسوب به شهر اشکاشم در مرز میان تاجیکستان و افغانستان است که در روستاهای نزدیکی این شهر هنوز گویشورانی بدین زبان زندگی‌می‌کنند.
اشکاشمی به گویش سنگلیچی که در افغانستان رواج‌دارد نزدیک است.

## نام
نام اشکاشمی škošmi از نام śaka-kṣamā ریشه گرفته است به معنی سرزمین سکاها می باشد.